# 3627 Sayers
3627 Sayers (1973 DS) là một tiểu hành tinh vành đai chính được phát hiện ngày 28 tháng 2 năm 1973 bởi L. Kohoutek ở Bergedorf.